# 阿马尔菲主教座堂

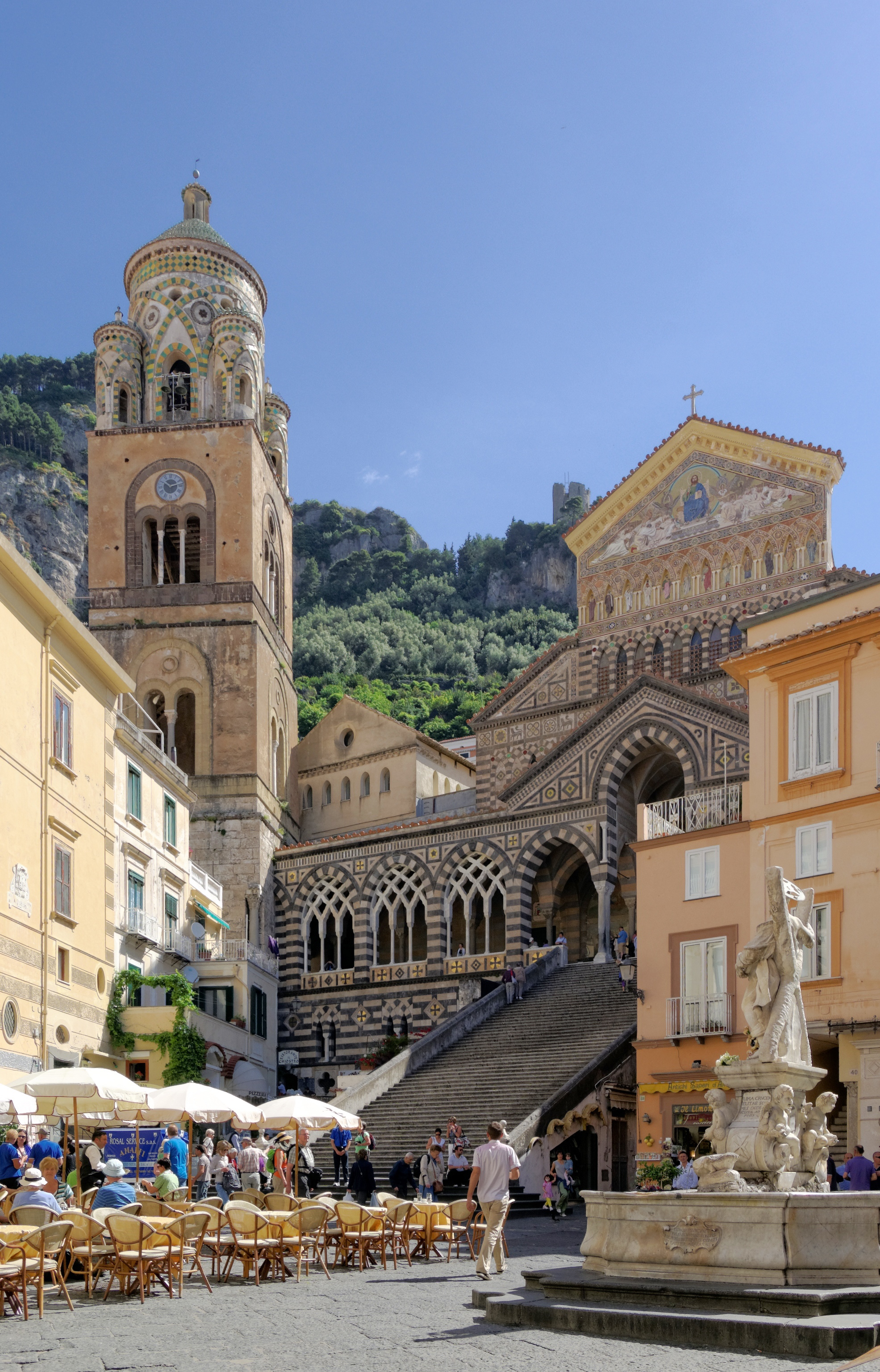
阿马尔菲主教座堂

阿马尔菲主教座堂（Duomo di Amalfi）是天主教阿马尔菲-卡瓦德蒂雷尼总教区的主教座堂，位于阿马尔菲的主教座堂广场。
原来的圣殿有2座，各有3个正厅：一座是公元1000年左右公爵建造的旧主教座堂，另一座建于9世纪中叶。这是坎帕尼亚最重要的两个礼拜场所。13世纪，马修卡普阿诺总主教和彼得卡普阿诺枢机主教将两座教堂合而为一，有5个正厅。在16世纪和18世纪进一步扩展和重建，形成今日的外观。 
目前的立面形成于19世纪，在原有建筑倒塌之后。1861年12月24日，立面的一部分被大风损坏，于是拆除巴洛克式的柱廊，檐口，石膏，恢复原有风格。
钟楼始建于1180年，在下一世纪完成，阿拉伯建筑风格。内部为巴洛克风格。
阿瑪菲主教座堂，其地下墓室有一個墳墓，還仍然存有門徒聖安德烈的軀體。